# Cyril Viennot
Cyril Viennot (* 5. Juni 1982 in Dole) ist ein ehemaliger französischer Triathlet, Weltmeister auf der Langdistanz (2015) und Ironman-Sieger (2014). Er wird in der Bestenliste französischer Triathleten auf der Ironman-Distanz geführt.

## Werdegang
Cyril Viennot startet im Triathlon vorwiegend bei Bewerben auf der Langdistanz.
Beim Ironman Hawaii (Weltmeisterschaft) belegte er im Oktober 2013 den zwölften Rang.

### Triathlon-Profi seit 2014
Viennot ist seit 2014 als Profi-Triathlet aktiv. Im Juli holte er sich beim Ironman UK in Bolton (Greater Manchester) seinen ersten Sieg auf der Langdistanz. Im September wurde er in China Dritter bei der Weltmeisterschaft auf der Triathlon-Langdistanz.

Mit seinem Sieg beim Ironman UK qualifizierte sich Viennot im Juli für einen Startplatz beim Ironman Hawaii und er belegte im Oktober in Kona als bester Franzose den fünften Rang.

### Weltmeister Triathlon-Langdistanz 2015
Im Mai 2015 wurde er Neunter bei der Europameisterschaft auf der Triathlon-Mitteldistanz. In Schweden gewann er im Juni die Triathlon-Weltmeisterschaft auf der Langdistanz und im Oktober belegte er bei seinem fünften Start im Ironman Hawaii den sechsten Rang.

### Vize-Weltmeister Triathlon-Langdistanz 2016
Im September 2016 wurde er Vize-Weltmeister auf der Triathlon-Langdistanz.
In die Saison 2017 startete er im Februar als bester Europäer mit einem vierten Rang beim Ironman 70.3 Geelong. Im Juli konnte der damals 35-Jährige nach 2014 zum zweiten Mal den Ironman UK für sich entscheiden. Im August 2018 gewann er in persönlicher Bestzeit und der zweitschnellsten Zeit eines französischen Athleten mit dem Ironman Copenhagen sein drittes Ironman-Rennen.
Seit 2019 tritt Cyril Viennot nicht mehr international in Erscheinung. Seit 2022 betreut er den Triathleten Denis Chevrot.
Viennot startete für den Verein Beauvais Triathlon und er lebt in Beauvais.

## Sportliche Erfolge
| Datum/Jahr    | Rang | Wettbewerb                                           | Austragungsort  | Zeit     | Bemerkung                                                                |
| ------------- | ---- | ---------------------------------------------------- | --------------- | -------- | ------------------------------------------------------------------------ |
| 22. Apr. 2018 | 1    | Ironman 70.3 Peru                                    | Lima            | 03:47:19 |                                                                          |
| 18. Juni 2017 | 1    | Ironman 70.3 Italy                                   | Pescara         | 03:50:52 |                                                                          |
| 19. Feb. 2017 | 4    | Ironman 70.3 Geelong                                 | Geelong         | 03:53:04 |                                                                          |
| 19. Juni 2016 | 1    | Triathlon de Beauvais                                | Beauvais        | 03:51:10 |                                                                          |
| 8. Mai 2016   | 1    | Ironman 70.3 Vietnam                                 | Đà Nẵng         | 03:54:09 |                                                                          |
| 7. Feb. 2016  | 2    | Ironman 70.3 Geelong                                 | Geelong         | 03:53:14 |                                                                          |
| 24. Mai 2015  | 9    | ETU Middle Distance Triathlon European Championships | Rimini          | 04:16:50 | Europameisterschaft auf der Mitteldistanz im Rahmen der Challenge Rimini |
| 10. Mai 2015  | 4    | Ironman 70.3 Vietnam                                 | Đà Nẵng         | 03:57:39 | bei der Erstaustragung                                                   |
| 10. Aug. 2014 | 2    | Embrunman                                            | Embrun          | 02:09:48 | auf der Kurzdistanz                                                      |
| 23. Sep. 2012 | 1    | Ironman 70.3 Pays d’Aix France                       | Aix-en-Provence | 04:25:17 | [ 3 ]                                                                    |
| 20. Mai 2012  | 3    | Ironman 70.3 Austria                                 | St. Pölten      | 03:56:18 | [ 4 ]                                                                    |

| Datum/Jahr    | Rang | Wettbewerb                                         | Austragungsort    | Zeit     | Bemerkung                                                                                          |
| ------------- | ---- | -------------------------------------------------- | ----------------- | -------- | -------------------------------------------------------------------------------------------------- |
| 21. Juli 2019 | 3    | Ironman Switzerland                                | Zürich            | 08:31:03 | |
| 19. Aug. 2018 | 1    | Ironman Copenhagen                                 | Kopenhagen        | 07:59:52 | persönliche Bestzeit und zweitschnellste Zeit eines französischen Athleten                         |
| 14. Juli 2018 | 9    | ITU Long Distance Triathlon World Championships    | Fyn               | 05:32:08 | Weltmeisterschaft auf der Triathlon-Langdistanz                                                    |
| 26. Mai 2018  | 3    | Ironman Lanzarote                                  | Puerto del Carmen | 09:01:36 | |
| 14. Okt. 2017 | DNF  | Ironman Hawaii                                     | Hawaii            | –        | |
| 16. Juli 2017 | 1    | Ironman UK                                         | Bolton            | 08:41:07 | |
| 4. März 2017  | 3    | Ironman New Zealand                                | Taupō             | 08:25:43 | [ 5 ]                                                                                              |
| 24. Sep. 2016 | 2    | ITU Long Distance Triathlon World Championships    | Oklahoma          | 06:02:11 | Vize-Weltmeister auf der Triathlon-Langdistanz (4 km Schwimmen, 120 km Radfahren und 30 km Laufen) |
| 17. Juli 2016 | 4    | Challenge Roth                                     | Roth              | 08:02:44 | |
| 10. Okt. 2015 | 6    | Ironman Hawaii                                     | Hawaii            | 08:25:05 | Ironman-Weltmeisterschaft                                                                          |
| 2. Aug. 2015  | 6    | Ironman Maastricht-Limburg                         | Maastricht        | 09:01:06 | bei der Erstaustragung                                                                             |
| 27. Juni 2015 | 1    | ITU Long Distance Triathlon World Championships    | Motala            | 04:54:33 | Triathlon-Weltmeister auf der Langdistanz                                                          |
| 29. März 2015 | 8    | Ironman South Africa                               | Port Elizabeth    | 08:45:55 | |
| Nov. 2014     | 5    | Ironman Hawaii                                     | Hawaii            | 08:22:19 | vierter Start bei der Ironman-Weltmeisterschaft                                                    |
| 21. Sep. 2014 | 3    | ITU Long Distance Triathlon World Championships    | Weihai            | 05:15:34 | Triathlon-Weltmeisterschaft auf der Langdistanz                                                    |
| 20. Juli 2014 | 1    | Ironman UK                                         | Bolton            | 08:44:10 | [ 6 ]                                                                                              |
| 6. Juli 2014  | 3    | FRA Long Distance Triathlon National Championships | Graveline         | 04:11:24 | Triathlon-Staatsmeisterschaft auf der Langdistanz – hinter dem Sieger Sylvain Sudrie               |
| Okt. 2013     | 12   | Ironman Hawaii                                     | Hawaii            | 08:33:12 | |
| 1. Juni 2013  | 5    | ITU Long Distance Triathlon World Championships    | Belfort           | 04:16:13 | Triathlon-Weltmeisterschaft auf der Langdistanz                                                    |
| 14. Apr. 2013 | 2    | Ironman South Africa                               | Port Elizabeth    | 08:19:51 | |
| Okt. 2012     | 18   | Ironman Hawaii                                     | Hawaii            |          | |
| 22. Apr. 2012 | 2    | Ironman South Africa                               | Port Elizabeth    |          | |
| Okt. 2011     | 15   | Ironman Hawaii                                     | Hawaii            |          | |
| Apr. 2011     | 5    | Ironman South Africa                               | Port Elizabeth    |          | |

(DNF – Did Not Finish)